# Pociąg do Darjeeling
Pociąg do Darjeeling – amerykańska tragikomedia z 2007 roku w reżyserii Wesa Andersona. Film opowiada historię trzech braci, którzy rok po pogrzebie ojca podróżują pociągiem przez Indie, próbując odnowić rodzinne więzi. Film otrzymał nagrodę Małego Złotego Lwa oraz nominację do Złotego Lwa na Międzynarodowym Festiwalu Filmowym w Wenecji.

## Opis filmu
Francis Whitman (Owen Wilson) ściąga do Indii dwójkę swoich braci. Petera (Adrien Brody) broniącego się przed małżeństwem ze strachu przed rozwodem, przybitego czekającym go ojcostwem i Jacka (Jason Schwartzman), pisarza podsłuchującego rozmowy telefoniczne swojej dziewczyny. W podróży przez Indie bracia trzymani twardą ręką Francisa mają odzyskać utraconą więź braterstwa i odwiedzić matkę (Anjelica Huston), która uciekła od rodziny aż do klasztoru pod Himalaje.

## Obsada
- Owen Wilson – Francis Whitman
- Adrien Brody – Peter Whitman
- Jason Schwartzman – Jack Whitman
- Anjelica Huston – Patricia
- Irrfan Khan – ojciec utopionego chłopca

i inni